# برمر وولکان
برمر وولکان (انگلیسی: Bremer Vulkan) شرکت کشتی‌سازی آلمانی بود.